# Vittorio Masci
Vittorio Masci (Molina Aterno, 7 luglio 1925 – Soverato, 8 agosto 2011) è stato un allenatore di calcio e calciatore italiano, di ruolo portiere.

## Caratteristiche tecniche
Era dotato di ottima tecnica e possedeva un ottimo scatto.

## Carriera

### Giocatore

#### Club
Esordì in Serie A con la maglia della Salernitana nella stagione 1947-1948. Giocò nella massima categoria anche con il Palermo, debuttando l'11 settembre 1949 in Como-Palermo (1-0).
Chiuse la carriera nel Catanzaro, con cui giocò dal 1953 al 1959 conquistando una promozione in Serie B nella stagione 1958-1959; per le sue prestazioni è stato considerato uno tra i migliori portieri della squadra calabrese.
In carriera ha totalizzato complessivamente 106 presenze in Serie A e 45 in Serie B.

#### Nazionale
Ha disputato una partita con la Nazionale italiana B.

### Dirigente
Lavorò poi nello staff della società giallorossa, occupandosi del settore giovanile.

## Palmarès

### Club

#### Competizioni nazionali
- Campionato italiano Serie C: 1

Catanzaro: 1958-1959